# Felix Mordeku
Felix Mordeku (* 15. April 1974 in Tema) ist ein ehemaliger ghanaischer Fussballspieler.

## Karriere
Über Dinamo Bukarest fand Mordeku in die Schweiz und spielte bei Grenchen und Solothurn. 1999 wechselte Mordeku zum damals zweitklassigen FC Wil. Im Frühjahr 2003, der FC Wil war mittlerweile in die höchste schweizerische Liga aufgestiegen, steckte aber in einer tiefen vereinsinternen Krise, wechselte Mordeku in die Vereinigten Arabischen Emirate. Auf die Saison 2003/04 kehrte Mordeku wieder zum FC Wil zurück. 2006, der FC Wil hatte mit Mordeku 2004 den Schweizer Cup gewonnen und war gleichzeitig abgestiegen, wechselte Mordeku wiederum in die Vereinigten Arabischen Emirate. 2007 wechselte Mordeku schliesslich zum FC Herisau, ein Jahr später verliess Mordeku den Verein wieder. Seither spielte er nicht mehr aktiv Fussball.